# 保戸野
保戸野（ほどの）は秋田県秋田市（旧南秋田郡下旭川村・旭川村）に1889年（明治22年）から1999年（平成11年）まで存在した大字である。廃止時点での郵便番号は010-0915。現在では「保戸野」を冠した町名を持つ地区の総称として使われる。人口は5,463人（2014年11月1日現在、住民基本台帳人口調査による）。
本項では、地域総称及び歴史上の保戸野について述べる。現在の「保戸野」を冠する各町については保戸野金砂町・保戸野桜町・保戸野すわ町・保戸野千代田町・保戸野鉄砲町・保戸野通町・保戸野中町・保戸野八丁・保戸野原の町を参照。

## 地理
秋田市の中部、旭川中下流域の右岸に位置する。丘陵や湖沼などの無い、ほぼ平坦な地形である。北東部はJR奥羽本線、東部は旭川、南部は秋田県道233号土崎港秋田線及び秋田市道（通称「鉄砲町通り」）、西部は秋田県道56号秋田天王線（旧国道7号、通称「新国道」）、北部は秋田市道（通称「泉ななかまど通り」）・県道233号及び秋田市道（通称無し）に隔てられている。
秋田大学保戸野キャンパス（附属幼稚園・小学校・中学校・特別支援学校）、聖園学園短期大学・附属幼稚園、秋田工業高校などの文教施設が多数設置されている。新国道沿線には秋田中央郵便局の他自動車関係の商業施設が多数立ち並ぶ。通町など旧市街の一部である地区には古くからの商店や寺社などが集中する。北端には泉菅野二丁目と跨ってJR秋田機関区（現在は未使用）がある。その他は住宅地である。
北は泉（南・中央・菅野・釜ノ町・一ノ坪・馬場）、東は手形からみでん・千秋中島町・千秋矢留町、南は大町・旭北栄町、西は高陽幸町・八橋新川向に接する。

### 小字
大字保戸野には5の小字が設置されていたが、住居表示実施に伴う区画整理が大字全域で行われたため、すべて他地区へ編入され消滅した。
- 字阿弥陀田（あみだでん） - 昭和41年4月1日消滅
- 字新川境（しんかわさかい） - 昭和41年4月1日消滅
- 字新川向（しんかわむかい） - 平成11年10月1日消滅
- 字寺ノ腰（てらのこし） - 昭和41年4月1日消滅
- 字原ノ町（はらのまち） - 昭和41年4月1日消滅

### 河川
- 旭川

## 歴史
久保田藩主佐竹氏の居城である久保田城の西部に位置した城下町と近郊農村を地区の前身とする。佐竹氏入部以前の史料である天正19年正月17日（1591年2月10日）の『豊臣秀吉朱印蔵入帳写』に「程野村 68石8斗6升」とあるのが初見で、築城前から保戸野村（程野村）と呼ばれる農村が存在していたことが示されている。文禄元年8月22日（1592年9月27日）の『秋田城之助分限帳』では129石2斗8升8合となっている。『柞山峯之嵐』に「秋田郡久保田保音の村に久保田と云ふ字の田地ありて、其の田地並ぶ所なき上田にして其米六郡に勝るなり。此田地の字の唱なるべし」と記されており、真偽は不明ながら久保田の名の由来が保戸野にあることが示されている。但し、久保田（窪田）と呼ばれたのは川尻村であるという説もある。
久保田城本丸が設置された神明山は別名を「保戸野村山」と言い、旭川も「保戸野川」とも呼ばれたことから、保戸野村の本村は神明山の西側山麓、ごく近い位置にあったと考えられている。旭川は築城時に元の流路より西側へ掘り変えられているので、現在の千秋中島町や千秋矢留町の一部も保戸野村の範囲ということになる。久保田城下町は一般に旭川より東側が内町（侍町）、西側が外町（町人町）と分けられているが、保戸野は本城に近接した地であり、また羽州街道が通る城下の入口であるため、西側でも侍町とされた。侍町の町割によって保戸野村は更に西側へ移された。なお、秋田郡のうちに同名の村が存在したため、こちらを久保田保戸野、他方を新城保戸野（現在の上新城保多野）とも呼んだ。
『梅津政景日記』元和4年9月16日（1618年11月3日）の条で「長町、田町、ほとの町ニ居被申候傍輩ノ衆」と書かれたのが保戸野侍町の初見史料である。元和5年1月2日（1619年2月16日）の条には六郷町（保戸野中町）への屋敷割付が記録されており、この時点で保戸野に数町が存在していたことがうかがえる。寛永6年（1629年）から同8年（1631年）にかけての第3期内町町割で本格的な整備が行われ、正保期の『出羽国秋田郡久保田城画図』では保戸野金砂町・保戸野八丁新町の一部を除いたほぼ全体が完成していた。
明治5年10月10日（1872年11月10日）の大区小区制で名称が確定した旧侍町は、保戸野本町、保戸野新町、保戸野川反町、保戸野川反後町、保戸野中町、保戸野新橋町、保戸野表諏訪町上丁・下丁、保戸野諏訪町、保戸野愛宕町、保戸野愛宕町西丁、保戸野八丁新町上丁・下丁、保戸野金砂町、保戸野表鉄砲町、保戸野南鉄砲町、保戸野北鉄砲町の17町があった。このうち保戸野本町・保戸野中町は高禄の屋敷町、保戸野表鉄砲町・保戸野南鉄砲町・保戸野北鉄砲町は足軽町、その他は小禄・扶持方を混在する町である。

### 沿革
- 1604年（慶長9年） - 愛宕神社が土崎湊の愛宕町から移転する[9]。
- 1610年（慶長15年） - 諏訪神社が創建される[9]。
- 1710年（宝永7年） - 金砂神社が寺町から移転してくる[13]。
- 1873年（明治6年） - 大区小区制の改正に伴い、旧久保田城下の保戸野を冠した町・秋田郡保戸野村とも秋田県第1大区1小区に属した[14]。
- 1874年（明治7年）
  - 8月20日 - 保戸野愛宕町に愛宕学校が開校する[15]。
  -  ??月??日 - 愛宕学校が保戸野中町へ移転する[12]。
- 1875年（明治8年）5月23日 - 保戸野鉄砲町に飽田仁恵学校が開校する[16]。
- 1876年（明治9年） - 愛宕学校と鷹匠町の公立西郭学校が合併し、保戸野小学校となる[12]。
- 1877年（明治10年）
  - 1月19日 - 保戸野鉄砲町に公立鉄街学校が開校する[17]。
  -  ??月??日 - 秋田県第1大区1小区の巡査交番所が保戸野愛宕町に設置される[1]。
- 1880年（明治13年）
  - 8月1日 - 飽田仁恵学校が閉校する[18]。
  -  ??月??日 - 鉄街学校が保戸野小学校に合併される[19]。
- 1884年（明治17年） - 郡区町村編制法の下で、南秋田郡保戸野村・泉村・新藤田村・濁川村・添川村・山内村・仁別村が連合。戸長役場は泉村に設置された[1]。
- 1888年（明治21年）6月 - 保戸野小学校が保戸野中町から保戸野諏訪町へ移転する[20]。
- 1889年（明治22年）4月1日 - 市制・町村制施行。
  - 保戸野17町を含む旧城下町のほぼすべてが合併し、秋田市を設置。秋田市保戸野○○町となる。
  - 保戸野村・手形村・泉村及び蛇野村の一部が合併し、南秋田郡下旭川村を設置。下旭川村大字保戸野となる。
    - 保戸野村・泉村は上旭川村への参加を主張し、手形村は保戸野・泉が合併を忌避するのであれば単独立村することを主張した[21]。しかし県が合併枠の変更を認めず、三村での合併となった。
- 1892年（明治25年）8月1日 - 下旭川村と上旭川村が合併し、南秋田郡旭川村を設置。旭川村大字保戸野となる。
- 1895年（明治28年） - 保戸野中町に私立福田小学校が設立される[12][18]。
- 1904年（明治37年）
  - 5月 - 保戸野金砂町に秋田工業学校（現在の秋田県立秋田工業高等学校）が開校する[22]。
  - 12月14日 - 保戸野愛宕町に秋田保戸野郵便受取所が設置される[1][23]。同日、貯金取扱を開始。
- 1905年（明治38年）8月1日 - 旭川村から保戸野字原ノ町を分割し秋田市へ編入する。
- 1908年（明治41年）2月16日 - 保戸野表鉄砲町に秋田表鉄砲町郵便局が設置される[22][24]。
- 1909年（明治42年）12月11日 - 秋田保戸野郵便局が保戸野愛宕町から保戸野表諏訪町上丁へ移転する[25]。
- 1920年（大正9年） - 聖愛愛子会が保戸野新町に聖心医院・聖心天使園（保育所）・聖心養老院の設置を認可される。現在の聖園学園短期大学の前身[20]。
- 1922年（大正11年） - 諏訪神社に愛宕神社を合祀し、諏訪愛宕神社（後に保戸野神社）と改称する[26]。
- 1927年（昭和2年） - 福田小学校が閉校する[12]。
- 1930年（昭和5年）4月30日 - 秋田県師範学校が秋田市手形字深田から秋田市保戸野字原ノ町へ移転する。
- 1933年（昭和8年）3月14日 - 旭川村が秋田市に編入され、秋田市保戸野となる。
- 1937年（昭和12年）12月11日 - 秋田保戸野郵便局、秋田表鉄砲町郵便局にて、電信および電話通話事務を開始[27]。
- 1943年（昭和18年）4月1日 - 秋田県師範学校と秋田県女子師範学校が統合され、秋田師範学校が設置される。保戸野字原ノ町の校地は秋田師範学校男子部となる。
- 1949年（昭和24年）5月31日 - 秋田師範学校、秋田青年師範学校、秋田鉱山専門学校を合わせて秋田大学が設置される。保戸野字原ノ町の旧秋田師範学校地に学芸学部（本部）が設置される。
- 1956年（昭和31年） - 金砂神社が焼失する[28]。
- 1963年（昭和38年）10月 - 秋田大学学芸学部が保戸野字原ノ町から手形字深田（1930年までの秋田県師範学校所在地）へ移転する。

### 字域の変遷
以下はすべて住居表示実施に伴う変更。
| 実施前                                                | 実施年月日      | 実施後（各町ともその一部）                  |
| ----------------------------------------------------- | --------------- | ------------------------------------------- |
| 保戸野字阿弥陀田                                      | 昭和41年4月1日  | 高陽幸町 こうようさいわいちょう             |
| 保戸野字阿弥陀田                                      | 昭和41年4月1日  | 保戸野すわ町 ほどのすわちょう               |
| 保戸野字阿弥陀田                                      | 昭和41年4月1日  | 保戸野千代田町 ほどのちよだまち             |
| 保戸野字阿弥陀田                                      | 昭和41年4月1日  | 保戸野鉄砲町 ほどのてっぽうまち             |
| 保戸野字阿弥陀田                                      | 昭和41年4月1日  | 保戸野原の町 ほどのはらのまち               |
| 保戸野字新川境                                        | 昭和41年4月1日  | 保戸野千代田町 ほどのちよだまち             |
| 保戸野字新川境                                        | 昭和41年4月1日  | 保戸野原の町 ほどのはらのまち               |
| 保戸野字新川向                                        | 昭和41年4月1日  | 高陽青柳町 こうようあおやぎちょう           |
| 保戸野字新川向                                        | 昭和41年4月1日  | 高陽幸町 こうようさいわいちょう             |
| 保戸野字新川向                                        | 昭和41年4月1日  | 保戸野千代田町 ほどのちよだまち             |
| 保戸野字新川向                                        | 平成11年10月1日 |                                             |
| 保戸野字新川向                                        | 昭和57年5月1日  | 八橋新川向 やばせしんかわむかい             |
| 保戸野字新川向                                        | 昭和57年5月1日  | 八橋本町三丁目 やばせほんちょうさんちょうめ |
| 保戸野字新川向                                        | 昭和57年5月1日  | 八橋三和町 やばせみわちょう                 |
| 保戸野字新川向                                        | 平成11年10月1日 | 泉南一丁目 いずみみなみいっちょうめ         |
| 保戸野字寺ノ腰                                        | 昭和41年4月1日  | 高陽幸町 こうようさいわいちょう             |
| 保戸野字寺ノ腰                                        | 昭和41年4月1日  | 保戸野すわ町 ほどのすわちょう               |
| 保戸野字寺ノ腰                                        | 昭和41年4月1日  | 保戸野鉄砲町 ほどのてっぽうまち             |
| 保戸野字原ノ町                                        | 昭和41年4月1日  | 保戸野すわ町 ほどのすわちょう               |
| 保戸野字原ノ町                                        | 昭和41年4月1日  | 保戸野原の町 ほどのはらのまち               |
| 保戸野字原ノ町                                        | 昭和41年4月1日  | 保戸野八丁 ほどのはっちょう                 |
| 保戸野愛宕町 ほどのあたごまち                         | 昭和41年4月1日  | 保戸野すわ町 ほどのすわちょう               |
| 保戸野愛宕町 ほどのあたごまち                         | 昭和41年4月1日  | （新）保戸野中町 ほどのなかちょう           |
| 保戸野愛宕町 ほどのあたごまち                         | 昭和41年4月1日  | 保戸野八丁 ほどのはっちょう                 |
| 保戸野愛宕町 ほどのあたごまち                         | 昭和41年4月1日  | 保戸野原の町 ほどのはらのまち               |
| 保戸野愛宕町西丁 ほどのあたごまちにしちょう           | 昭和41年4月1日  | 保戸野すわ町 ほどのすわちょう               |
| 保戸野愛宕町西丁 ほどのあたごまちにしちょう           | 昭和41年4月1日  | 保戸野原の町 ほどのはらのまち               |
| 保戸野表諏訪町上丁 ほどのおもてすわちょうかみちょう   | 昭和41年4月1日  | 保戸野すわ町 ほどのすわちょう               |
| 保戸野表諏訪町上丁 ほどのおもてすわちょうかみちょう   | 昭和41年4月1日  | （新）保戸野中町 ほどのなかちょう           |
| 保戸野表諏訪町下丁 ほどのおもてすわちょうしもちょう   | 昭和41年4月1日  | 保戸野すわ町 ほどのすわちょう               |
| 保戸野表諏訪町下丁 ほどのおもてすわちょうしもちょう   | 昭和41年4月1日  | （新）保戸野中町 ほどのなかちょう           |
| 保戸野表鉄砲町 ほどのおもててっぽうまち               | 昭和40年4月1日  | 旭北栄町 きょくほくさかえまち               |
| 保戸野表鉄砲町 ほどのおもててっぽうまち               | 昭和41年4月1日  | 高陽幸町 こうようさいわいちょう             |
| 保戸野表鉄砲町 ほどのおもててっぽうまち               | 昭和41年4月1日  | 山王二丁目 さんのうにちょうめ               |
| 保戸野表鉄砲町 ほどのおもててっぽうまち               | 昭和41年4月1日  | 保戸野鉄砲町 ほどのてっぽうまち             |
| （旧）保戸野金砂町 ほどのかなさまち                   | 昭和41年4月1日  | （新）保戸野金砂町 ほどのかなさまち         |
| （旧）保戸野金砂町 ほどのかなさまち                   | 昭和41年4月1日  | 保戸野八丁 ほどのはっちょう                 |
| 保戸野川反後町 ほどのかわばたうしろまち               | 昭和41年4月1日  | （新）保戸野中町 ほどのなかちょう           |
| 保戸野川反町 ほどのかわばたまち                       | 昭和41年4月1日  | （新）保戸野中町 ほどのなかちょう           |
| 保戸野北鉄砲町 ほどのきたてっぽうまち                 | 昭和41年4月1日  | 高陽幸町 こうようさいわいちょう             |
| 保戸野北鉄砲町 ほどのきたてっぽうまち                 | 昭和41年4月1日  | 保戸野鉄砲町 ほどのてっぽうまち             |
| 保戸野新橋町 ほどのしんばしまち                       | 昭和41年4月1日  | （新）保戸野中町 ほどのなかちょう           |
| 保戸野新町 ほどのしんまち                             | 昭和41年4月1日  | 保戸野すわ町 ほどのすわちょう               |
| 保戸野新町 ほどのしんまち                             | 昭和40年4月1日  | 保戸野通町 ほどのとおりまち                 |
| 保戸野諏訪町 ほどのすわちょう                         | 昭和41年4月1日  | 保戸野すわ町 ほどのすわちょう               |
| （旧）保戸野中町 ほどのなかちょう                     | 昭和41年4月1日  | （新）保戸野中町 ほどのなかちょう           |
| 保戸野八丁新町上丁 ほどのはっちょうしんまちかみちょう | 昭和41年4月1日  | 保戸野八丁 ほどのはっちょう                 |
| 保戸野八丁新町下丁 ほどのはっちょうしんまちしもちょう | 昭和41年4月1日  | 保戸野八丁 ほどのはっちょう                 |
| 保戸野本町 ほどのほんちょう                           | 昭和41年4月1日  | 保戸野すわ町 ほどのすわちょう               |
| 保戸野本町 ほどのほんちょう                           | 昭和40年4月1日  | 保戸野通町 ほどのとおりまち                 |
| 保戸野本町 ほどのほんちょう                           | 昭和41年4月1日  | （新）保戸野中町 ほどのなかちょう           |
| 保戸野南鉄砲町 ほどのみなみてっぽうまち               | 昭和40年4月1日  | 旭北栄町 きょくほくさかえまち               |
| 保戸野南鉄砲町 ほどのみなみてっぽうまち               | 昭和41年4月1日  | 山王二丁目 さんのうにちょうめ               |

## 交通

### 鉄道
保戸野桜町の北端をJR奥羽本線が通り、旧秋田機関区の一部が所在している。最寄駅は中通七丁目にある秋田駅、もしくは泉菅野二丁目にある泉外旭川駅。

### バス
- 秋田中央交通
  - （14 千秋公園ノースアジア大学線） - 中央郵便局前 - 附属校園前 - すわ町 -
  - （29 楢山大回線） - 菊谷小路 - すわ町 - 原の町 -
  - （50 泉ハイタウン線） - 通町 - 通町二区 - 聖園短期大学前 - 千代田町 -

### 道路
- 秋田県道56号秋田天王線（旧国道7号、新国道）
- 秋田県道233号土崎港秋田線（原の町通り）
- 保戸野学園通り
- 保戸野みその通り
- 鉄砲町通り

鉄砲町通りは旧羽州街道であり、「旧国道」とも通称される。

## 著名出身者居住者
- 池田徳治 (政治家)
- 町田忠治 (政治家)
- 畠山雄三 (政治家)